# Muertos para mí
Muertos para mí (en inglés, Dead to Me) es una serie de televisión web estadounidense de humor negro creada por Liz Feldman. Se estrenó el 3 de mayo de 2019 en Netflix. 
El 3 de junio de 2019, se anunció que fue renovada para una segunda temporada. En 2020 Netflix dio a conocer que la tercera temporada sería la última y estrenó el 17 de noviembre de 2022.

## Sinopsis
Muertos para mí trata de «una poderosa amistad que florece entre Jen, una madre viuda, y Judy, un espíritu libre con un secreto sorprendente».

## Reparto

### Principales
- Christina Applegate como Jennifer «Jen» Harding
- Linda Cardellini como Judy Hale
- James Marsden como Steve Wood / Ben Wood
- Max Jenkins como Christopher Doyle (temporadas 1-2; recurrente temporada 3)
- Sam McCarthy como Charlie Harding
- Luke Roessler como Henry Harding

### Recurrentes
- Diana-Maria Riva como Detective Ana Pérez
- Keong Sim como el Pastor Wayne
- Edward Asner como Abe Rifkin (temporada 1)
- Valerie Mahaffey como Lorna Harding
- Brandon Scott como Detective Nick Prager
- Suzy Nakamura como Karen (temporadas 1-2; invitada temporada 3)
- Telma Hopkins como Yolanda (temporada 1; invitada temporadas 2-3)
- Lily Knight como Linda (temporada 1; invitada temporadas 2-3)
- Edward Fordham Jr. como Kyle (temporada 1)
- Haley Sims como Kayley (temporadas 1-2; invitada temporada 3)
- Adora Soleil Bricher como Shandy Adams
- Natalie Morales como Michelle Gutiérrez (temporada 2; invitada temporada 3)
- Frances Conroy como Eileen Wood (temporadas 2-3)
- Garret Dillahunt como Agente Glenn Moranis (temporada 3)

## Producción

### Desarrollo
El 5 de abril de 2018, se anunció que Netflix había otorgado el pedido de la producción de la serie para una primera temporada que constaba de diez episodios. La serie fue creada por Liz Feldman que también se esperaba que escribiera para la serie y ser productora ejecutiva junto a Will Ferrell, Adam McKay, y Jessica Elbaum. El 2 de noviembre de 2018, se informó que Amy York Rubin dirigiría el primer y segundo episodio de la serie.
El 1 de abril de 2019, se anunció que la serie se lanzará el 3 de mayo de 2019. El 3 de junio de 2019, se anunció que fue renovada para una segunda temporada.

### Casting
El 11 de julio de 2018, se anunció que Christina Applegate había sido elegida en uno de los dos papeles principales de la serie. El 3 de agosto de 2018, se informó que Linda Cardellini había sido elegida en el otro papel principal de la serie. Una semana más tarde, se anunció que Max Jenkins y Luke Roessler habían sido elegidos en roles principales. El 12 de septiembre de 2018, se informó que James Marsden y Ed Asner habían sido elegidos en papeles principales. En octubre de 2018, se anunció que Sam McCarthy se había unido al reparto como principal y que Diana Maria Riva había sido elegido en un papel recurrente.
El 17 de octubre de 2019, se anunció que Natalie Morales fue elegida en un rol recurrente en la segunda temporada.